# لويس بي. ألين
لويس بي. ألين (بالإنجليزية: Louis B. Allyn)‏ هو كيميائي أمريكي، ولد في 1874 في هانتيغتون في الولايات المتحدة، وتوفي في 7 مايو 1940 في ويستفيلد في الولايات المتحدة.